# Scheloribates tuberculatus
Scheloribates tuberculatus är en kvalsterart som beskrevs av Pérez-Íñigo jr., Herrero och Pérez-Íñigo 1987. Scheloribates tuberculatus ingår i släktet Scheloribates och familjen Scheloribatidae. Inga underarter finns listade i Catalogue of Life.